# Africa Rice Center
Das Africa Rice Center (auch AfricaRice) ist eine international tätige Forschungseinrichtung, die durch Verbesserungen der Produktivität und Profitabilität des Reissektors in Afrika Armut bekämpfen und Ernährungssicherung stärken soll. Sie wurde 1971 unter dem Namen West Africa Rice Development Association (WARDA) gegründet und ist eines der 15 Institute der Consultative Group on International Agricultural Research. Gleichzeitig ist AfricaRice eine autonome Forschungseinrichtung von 24 afrikanischen Mitgliedsstaaten. Der Hauptsitz ist in Abidjan, weitere Standorte sind in Senegal, Nigeria, Madagaskar, Liberia und Uganda.
NERICA ist das bekannteste Produkt von AfricaRice.